# Plan de las Naciones Unidas para la partición de Palestina
El 29 de noviembre de 1947 la Asamblea General de las Naciones Unidas, reunida en Nueva York, aprobó la Resolución 181, la cual recomendaba un Plan de Partición con Unión Económica para resolver el conflicto entre judíos y árabes en la región de Palestina, que se encontraba en esos momentos bajo administración británica. El plan de la ONU proponía dividir la parte occidental del Mandato en dos Estados, uno judío y otro árabe, con un área, que incluía Jerusalén y Belén, bajo control internacional.
La Parte I del Plan estipulaba que el Mandato terminaría lo antes posible y que el Reino Unido se retiraría a más tardar el 1 de agosto de 1948. Los nuevos Estados comenzarían a existir dos meses después de la retirada, y como mucho el 1 de octubre de 1948. El Plan pretendía abordar los objetivos y reivindicaciones contrapuestos de dos movimientos enfrentados, el nacionalismo palestino y el nacionalismo judío (o sionismo). El Plan también pedía la unión económica entre los Estados propuestos y la protección de los derechos religiosos y de las minorías. Las organizaciones judías colaboraron con el UNSCOP durante las deliberaciones, y los dirigentes árabes palestinos boicotearon dichas negociaciones.
Los detractores del plan consideraron que el plan propuesto era pro sionista, con el 56% de la tierra asignada al Estado judío a pesar de que la población árabe palestina duplicaba a la población judía. El plan fue celebrado por la mayoría de los judíos presentes en Palestina y aceptado con reticencias por la Agencia Judía para Palestina.Los líderes sionistas, en particular David Ben-Gurión, consideraron la aceptación del plan como un paso táctico y un punto de apoyo para una futura expansión territorial sobre toda Palestina.El Alto Comité Árabe, la Liga Árabe y otros dirigentes y gobiernos árabes la rechazaron, ya que además de que los árabes formaban una mayoría de dos tercios, poseían la mayoría de las tierras.También manifestaron que no estaban dispuestos a aceptar ninguna forma de división territorial, argumentando que violaba los principios de autodeterminación nacional de la Carta de la ONU, que otorgaba a los pueblos el derecho a decidir su propio destino. Anunciaron su intención de tomar todas las medidas necesarias para impedir la aplicación de la resolución. Posteriormente, estalló una guerra civil en Palestina y el plan no se llevó a la práctica.

## Creación del plan
La Organización de las Naciones Unidas nombró un Comité Especial para Palestina con la misión de resolver la disputa entre judíos y árabes de Palestina, la UNSCOP, compuesto por representantes de once países. Para garantizar la neutralidad de este comité, se decidió que ninguna de las grandes potencias estuviera representada. Después de varios meses de auditorías y encuestas sobre la situación en Palestina, la UNSCOP emitió un informe oficial el 31 de agosto de 1947. La mayoría de los países de la comisión (Canadá, Checoslovaquia, Guatemala, Holanda, Perú, Suecia y Uruguay) recomendó la creación de dos estados separados, uno árabe y otro judío, con Jerusalén bajo administración internacional. Australia se abstuvo, y el resto de los países de la comisión (India, Irán y Yugoslavia) apoyó la creación de un único estado que incluyera ambos pueblos.
El 29 de noviembre de 1947, la Asamblea Plenaria de la ONU —bajo presidencia del brasileño Osvaldo Aranha— votó el plan de partición recomendado por la UNSCOP, siendo el resultado final de 33 votos a favor, 13 en contra y 10 abstenciones, a la vez que hizo ajustes en los límites propuestos entre los dos estados. La partición tendría efecto a partir de la retirada de los británicos. La resolución no contemplaba ninguna disposición para ejecutar el Plan, lo cual tuvo consecuencias a la larga, ya que no fue posible aplicarla. Los Estados Unidos y la Unión Soviética estuvieron entre quienes votaron en favor de la resolución.

### Votación de la resolución

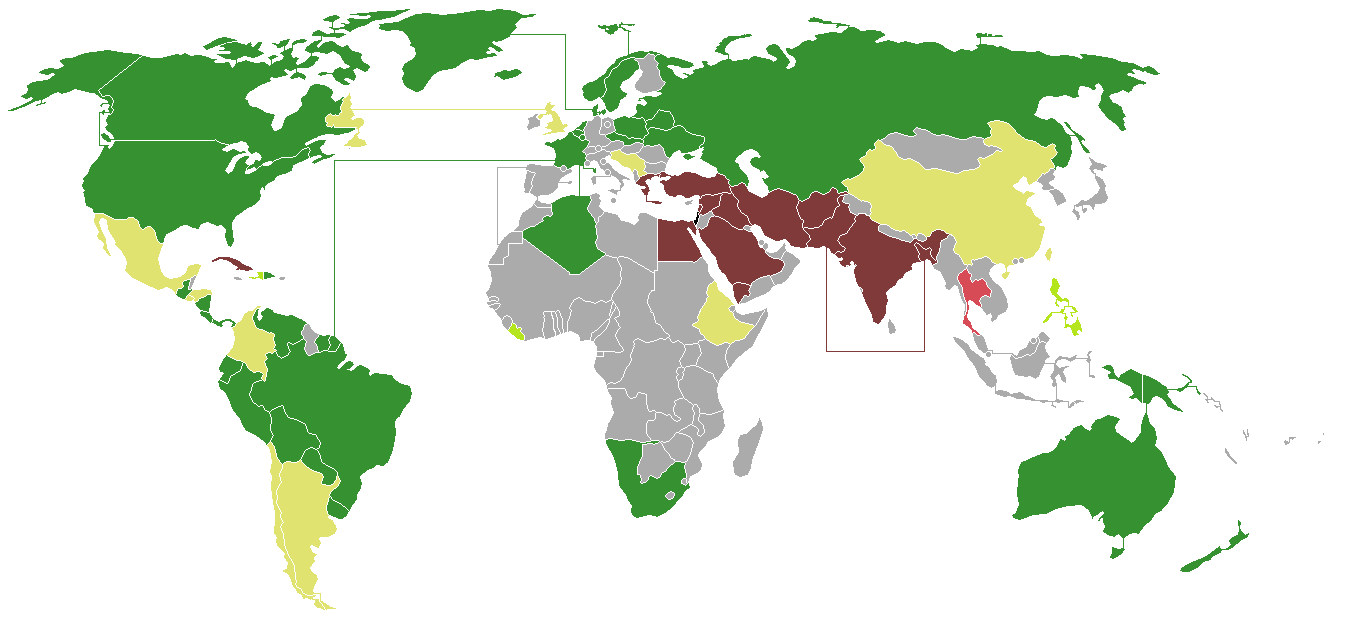
Votos a favor
Votos en contra
Abstenciones
Ausentes

Los 33 países (58 %) que votaron a favor de la resolución 181 fueron: Australia, Bélgica, Bielorrusia, Bolivia, Brasil, Canadá, Checoslovaquia, Costa Rica, Dinamarca, República Dominicana, Ecuador, Estados Unidos, Filipinas, Francia, Guatemala, Haití, Holanda, Islandia, Liberia, Luxemburgo, Nueva Zelanda, Nicaragua, Noruega, Panamá, Paraguay, Perú, Polonia, Suecia, Sudáfrica, URSS, Ucrania, Uruguay y Venezuela.
Los 13 países (23 %) que votaron contra la Resolución 181 fueron: Afganistán, Arabia Saudí, Cuba, Egipto, Grecia, India, Irán, Irak, Líbano, Pakistán, Siria, Turquía y Yemen.
Los países que se abstuvieron fueron 10 (el 18 %): Argentina, Colombia, Chile, República de China, El Salvador, Etiopía, Honduras, México, Reino Unido y Yugoslavia. Tailandia estuvo ausente en la sesión plenaria.
Entonces, cuando apenas había comenzado la descolonización de África, 57 estados eran miembros de las Naciones Unidas (actualmente son 193). El mayor bloque lo constituían los 20 estados iberoamericanos, seguido de los países árabes e islámicos (diez), los de Europa Occidental (ocho) y los comunistas (seis).
La mayoría (13) de los 20 países iberoamericanos votó a favor de la partición. Seis países se abstuvieron y solo uno (Cuba, bajo la presidencia de Ramón Grau San Martín) votó en contra.
Los diez países árabes o islámicos votaron unánimemente en contra. 
Cinco estados comunistas votaron a favor de la partición, con la abstención de Yugoslavia.

### Mapa de la resolución

Plan de Naciones Unidas de partición de Palestina.
En azul, territorio designado a Israel, divido en tres regiones.
En naranja, territorio asignado a Palestina, también divido en tres regiones.
En blanco, como un enclave dentro de Palestina, Jerusalén y el Corpus separatum, mandato internacional dada su importancia religiosa.

El Comité Ad Hoc sobre la Cuestión Palestina de la Organización de las Naciones Unidas publicó un mapa original en 1947, MAP. NO. 103, UN PRESENTATION 599,  como un anexo a la resolución 181 (II) —A/RES/181—, mapa que se basa en el Estudio de Palestina de edición de 1946, tal y como se indica en la parte inferior del mismo.
Las fronteras propuestas por este comité Ad Hoc de la ONU, que debían haber entrado en vigor en 1948, se redefinieron tras el fin de la guerra árabe-israelí de 1948, que comenzó el mismo día de la retirada británica de la región. La resolución había sido aceptada por los dirigentes judíos, pero rechazada por las organizaciones paramilitares sionistas y por los árabes en su conjunto.

## Reacciones al plan
La mayoría de los habitantes judíos celebraron el plan para la creación de un estado judío, pero criticaron la falta de continuidad territorial del mismo, dividido en tres zonas separadas por vértices que lo hacían muy poco viable (y difícil de defender), al igual que el territorio asignado a los árabes. Los líderes árabes se opusieron al plan argumentando que violaba los derechos de la población árabe, la cual en ese momento representaba el 67 % de la población total (1 237 000 habitantes), criticando además que la mayor parte del territorio (el 54 %, incluyendo el desierto del Néguev, que suponía el 45 % de la superficie de todo el país) se adjudicaba al Estado judío, que consistía en el 33 % de la población.
El Irgún de Menájem Beguin y el Leji (conocido por sus opositores como el Stern Gang), que habían luchado contra los británicos, rechazaron el Plan de Partición. Beguin advirtió que la partición no traería la paz porque los árabes atacarían el pequeño Estado de Israel, y declaró «En la guerra que está por venir tendremos que estar solos, será una guerra por nuestra existencia y nuestro futuro.» Afirmó también «la bisección de nuestra patría es ilegal. Nunca será reconocida.» Beguin estaba convencido de que la creación de un estado judío permitiría la expansión territorial «después de derramar mucha sangre».
Según el historiador israelí Simha Flapan, es un mito creer que los sionistas aceptaran la partición de Palestina como un compromiso, abandonaran sus ambiciones de hacerse con toda Palestina y reconocieran el derecho de los palestinos a tener su propio Estado. Flapan afirma que sus investigaciones indican que la aceptación fue solo una maniobra táctica para impedir la creación del Estado palestino y expandir los territorios asignados al Estado judío por las Naciones Unidas.
Apenas dos semanas después de aprobarse la resolución de la ONU, en una reunión pública celebrada el 17 de diciembre, la Liga Árabe aprobó otra resolución que rechazaba frontalmente la de la ONU y en la que advertía que, para evitar la ejecución del plan de partición, emplearía todos los medios a su alcance, incluyendo la intervención armada. La amenaza árabe, que finalmente cumplió, no tuvo ninguna respuesta por parte de Naciones Unidas.
El Reino Unido se negó a aplicar el plan de partición, argumentado que era inaceptable para las dos partes implicadas. Cuando el ministro de Asuntos Exteriores Ernest Bevin recibió la propuesta de partición, ordenó de inmediato que no se impusiera a los árabes, y el Plan fue arduamente debatido en el Parlamento. El Reino Unido rechazó además compartir la administración de Palestina con las Naciones Unidas durante el periodo de transición recomendado por el plan, y abandonó Palestina el 15 de mayo de 1948, fecha en que expiraba el mandato británico y un día después de que David Ben Gurión leyese la Declaración de independencia de Israel en el Museo de Arte de Tel Aviv (adelantada un día de la salida del alto comisario británico para que no coincidiese con el sabbat). En esa misma sesión del Consejo del Pueblo se aprovechó para derogar las leyes represivas y antiinmigratorias del Mandato Británico, que limitaban la inmigración de judíos a Palestina.
Unas semanas antes de la votación del Plan de Partición, en una entrevista publicada en el periódico egipcio Akhbar el-Yom el 11 de octubre de 1947, el secretario general de la Liga Árabe, Azzam Pachá, lanzó esta advertencia: «Personalmente, espero que los judíos no nos obliguen a la guerra, porque sería una guerra de exterminio y de terrible matanza, comparable a los estragos de los mongoles y a las Cruzadas.» Esta declaración ha sido a menudo fechada incorrectamente el 15 de mayo de 1948, y utilizada como prueba de que los árabes planeaban aniquilar el Estado de Israel. El futuro jefe de la resistencia palestina, Ahmed Shukeiri, afirma que la invasión tiene como objetivo «la eliminación del Estado hebreo» y la universidad islámica de El Cairo proclama la guerra santa contra el sionismo. 
Fuera de Palestina y del mundo árabe, el nacimiento del Estado judío encontró un apoyo universalmente favorable, tanto en Occidente como en el bloque del Este. En la noche del 15 de mayo de 1948, los ejércitos de Egipto, Transjordania, Siria, Líbano e Irak cruzaron las fronteras y comenzaron la invasión del Estado de Israel. La primera guerra árabe-israelí había comenzado.

## Eventos posteriores
El Plan de Partición con Unión Económica no se llevó a cabo en los días posteriores a la resolución del 29 de noviembre de 1947, como lo había previsto la Asamblea General. Esto fue seguido por brotes de violencia en la Palestina del Mandato Británico entre palestinos, tanto judíos como árabes, conocidos como la guerra civil del mandato de Palestina. Después de que Alan Cunningham, el Alto Comisionado de Palestina, abandonara Jerusalén en la mañana del 14 de mayo, el ejército británico también abandonó la ciudad. Los británicos dejaron un vacío de poder en Jerusalén y no tomaron medidas para establecer el régimen internacional definido por las Naciones Unidas para Jerusalén. A la medianoche del 14 de mayo de 1948, el Mandato Británico expiró, y Gran Bretaña retiró sus fuerzas. Un poco antes, el Consejo del Pueblo Judío se había reunido en el Museo de Tel Aviv (hoy conocido como Salón de la Independencia) y había aprobado una proclamación, declarando «el establecimiento de un Estado judío en Eretz Israel, que se conocerá como el Estado de Israel». La guerra árabe-israelí de 1948 comenzó con la invasión o intervención de Palestina por parte de ejércitos expedicionarios de varios Estados árabes el 15 de mayo de 1948.

### La resolución 181 como base jurídica para el Estado palestino
En 1988, la Organización para la Liberación de Palestina publicó la Declaración de Independencia de Palestina basándose en la Resolución 181, argumentando que la resolución sigue proporcionando legitimidad internacional al derecho del pueblo palestino a la soberanía y la independencia nacional. Varios académicos han escrito en apoyo de esta opinión.
Una solicitud de opinión consultiva de la Asamblea General, la Resolución ES-10/14 (2004), citó específicamente la Resolución 181(II) como «resolución pertinente» y preguntó a la Corte Internacional de Justicia (CIJ) cuáles son las consecuencias jurídicas de las resoluciones pertinentes del Consejo de Seguridad y de la Asamblea General. El juez Abdul Koroma explicó la opinión mayoritaria: «La Corte también ha sostenido que el derecho a la libre determinación, como derecho establecido y reconocido en el derecho internacional, se aplica al territorio y al pueblo palestino. En consecuencia, el ejercicio de dicho derecho otorga al pueblo palestino el derecho a un Estado propio, tal como se contempló originalmente en la Resolución 181 (II) y se confirmó posteriormente». En respuesta, el profesor Paul De Waart afirmó que la Corte había puesto definitivamente fuera de toda duda la legalidad del Mandato Palestino de la Sociedad de Naciones de 1922 y del Plan de Partición de la ONU de 1947.[cita requerida]

### Restrospección
En 2011, Mahmoud Abbas declaró que el rechazo árabe de 1947 al Plan de Partición de las Naciones Unidas para Palestina fue un error que esperaba rectificar.

### Conmemoración
Una calle del barrio Katamon de Jerusalén se llama Kaf-tet benovember (Calle 29 de Noviembre). El 29 de noviembre de 2022, un monumento diseñado y ejecutado por el escultor Sam Philipe se inauguró en la cima de una colina de Netanya para conmemorar el 75.º aniversario del Plan de Partición de Palestina de la ONU. La fecha también conmemora el Día Internacional de Solidaridad con el Pueblo Palestino.